# 삿쿠루역
삿쿠루역(일본어: 咲来駅)은 일본 홋카이도 나카가와 군 오토이넷푸촌에 위치한 홋카이도 여객철도 소야 본선의 철도역이다. 역 번호는 W60이며, 단선 승강장 1면 1선의 구조를 가진 지상역이자 무인역이다.

## 역 주변
- 국도 제40호선
- 데시오강

## 역사
- 1912년 11월 5일 : 국유 철도의 역으로서 개업. 일반역.
- 1982년 11월 15일 : 화물 취급을 폐지.
- 1984년 2월 1일 : 소화물 취급 폐지.
- 1986년 11월 1일 : CTC화 동반 없이 무인화.
- 1987년 4월 1일 : 일본국유철도 분할 민영화에 의해, 홋카이도 여객철도가 승계.

## 인접 역
| 홋카이도 여객철도 소야 본선        | 홋카이도 여객철도 소야 본선 | 홋카이도 여객철도 소야 본선  |
| ---------------------------------- | --------------------------- | ---------------------------- |
| W59 데시오가와온센 아사히카와 방면 | ■ 소야 본선                 | 오토이넷푸 W61 왓카나이 방면 |